# WTS Włocławek
WTS Włocławek – polska kobieca drużyna siatkarska występująca w I lidze.
Włocławskie Towarzystwo Siatkówki zostało założone w 2001 roku. Żeńska drużyna seniorek rozpoczęła rozgrywki w II lidze od sezonu 2015/2016.

## Kadra zespołu 2018/2019
- Trener : Kazimierz Mendala
- Kierownik drużyny: Bartosz Maciejewski
- Trener przygotowania motorycznego: Tomasz Straszewski

| Nr | Imię i nazwisko     | Data ur. | Wzrost | Pozycja      |
| -- | ------------------- | -------- | ------ | ------------ |
|    | Anastasija Bajdiuk  |          |        | przyjmująca  |
|    | Natalia Bielińska   |          |        | przyjmująca  |
|    | Marika Doktorska    |          |        | rozgrywająca |
|    | Patrycja Jakubowska |          |        | libero       |
|    | Michalina Kwasowska |          |        | rozgrywająca |
|    | Karolina Świderska  |          |        | przyjmująca  |
|    | Paulina Pachurka    |          |        | przyjmująca  |
|    | Cecylia Pietruszka  |          |        | przyjmująca  |
|    | Aneta Pietrzyńska   |          |        | środkowa     |
|    | Daria Pik           |          |        | atakująca    |
|    | Oliwia Szuman       |          |        | libero       |
|    | Sava Thaka          |          |        | środkowa     |
|    | Martyna Tracz       |          |        | libero       |